# Eutanyacra improvisa
Eutanyacra improvisa là một loài tò vò trong họ Ichneumonidae.